# Theridion kollari
Theridion kollari är en spindelart som beskrevs av Carl Ludwig Doleschall 1852. Theridion kollari ingår i släktet Theridion och familjen klotspindlar.
Artens utbredningsområde är Österrike. Inga underarter finns listade i Catalogue of Life.